# Polikarpov Po-2
Polikarpov U-2 eller Po-2 var ett sovjetiskt biplan som användes för en mängd olika uppdrag. Flygplanet hade smeknamnet Kukuruznik (ryska: Кукурузник, från ryskans "kukuruza" (кукуруза) som betyder majs).

## Historia
Det tillförlitliga, okomplicerade och förlåtande flygplanet, som drevs av en Sjvetsov luftkyld stjärnmotor på 99 hk (74 kW), gjorde sin första flygning i januari 1928. Inledningsvis användes Po-2:an (den erhöll beteckningen "Po-2" först år 1944) som ett skolflygplan och som ett besprutningsplan.
Trots att flygplanet helt klassades ut av den tidens jaktplan användes Kukuruznik i mycket stor utsträckning som ett lätt markanfallsplan och lätt transportplan på östfronten i det andra världskriget. De tyska trupperna började kalla flygplanet för Nähmaschine (symaskinen) på grund av dess rasslande motorljud. Dess låga tillverknings- och underhållskostnad ledde till att man tillverkade över 40 000 exemplar av flygplanet och tillverkningen fortsatte inpå 1950-talet.
U-2-flygplanet användes bland annat av det berömda bombregementet "Natthäxorna" (588:e Nattbombarregementet), som bestod av enbart kvinnliga piloter och markpersonal. Enheten kom att vinna berömmelse för sina vågade låghöjdsflygningar mot tyska, bakre positioner, veteranpiloterna Katja Rjabova och Nadja Popova flög en gång 18 sådana uppdrag under en enda natt. De materiella skadorna blev oftast obetydliga, men den psykologiska effekten för de tyska soldaterna var mycket mera betydande. De anföll ofta utan förvarning mitt i natten, förhindrade att de tyska soldaterna fick sömn och höll dem alltid på vakt, vilket bidrog till den redan exceptionellt höga stressen som soldaterna på östfronten upplevde. Det är även möjligt att effekten blev starkare på grund av att det var kvinnor som flög planen som förorsakade förluster (förlusterna var dock oftast ringa). De kvinnliga pilotern fick smeknamet "Nachthexen" (på ryska: Ночные Ведмы). Enheten vann flera medaljer av klasserna "Sovjetunionens hjälte" och "Röda baneret"; de flesta piloter som överlevde kriget hade flugit omkring 1 000 stridsuppdrag och även deltagit i slutstriden i Berlin 1945. Deras vanliga taktik var att flyga bara några meter över marken, sedan steg de när de närmade sig målet, stängde av motorn och gledflög mot målet som skulle bombas. Trupperna på marken kunde bara höra det spökliga visslande ljudet som uppstod när vinden passerade vingstödsvajrarna - soldaterna visste då att ett anfall var nära förestående. Luftwaffes jaktplan fann att det var extremt svårt att skjuta ner Kukuruzniken på grund av det sovjetiska flygplanets maxhastighet var lägre än både Messerschmitt Bf 109:ans och Focke-Wulf Fw 190:ans stallhastigheter.
De nordkoreanska trupperna använde Po-2 i en liknande roll under Koreakriget (1950 - 1953). FN-styrkorna döpte flygplanet till Bedcheck Charlie och fann även de att det var mycket svårt att skjuta ner flygplanet trots att nattjaktplanen hade radar som standardutrustning redan på 1950-talet. Po-2:ans trä-och-duk -konstruktion gav endast ett minimalt radareko, vilket gjorde det svårt för nattjaktspiloten att hitta sitt mål.

## Versioner och konstruktionssteg
- U-2 (prototyp): byggd som ett tvåsitsigt grundskolflygplan.
- U-2 (serietillverkad modell): byggdes i stort antal och i många olika versioner, både som civilt- och militärt flygplan. U-2 innefattade även lätta transportplan, allmänflygplan samt spanings- och skolflygplan. Som motor användes en M-11 -stjärnmotorn på 100 hk (75 kW). Senare modeller utrustades med en uppgraderad M-11 -stjärnmotor på 150 hk (110 kW). Vissa flygplan utrustades med en huv över sittbrunnen eller kabinen, andra utrustades med slädar eller flottörer.
- U-2P: flottörutrustat flygplan som enbart byggdes i litet antal.
- U-2S: flygambulansversion, med två bårar som kunde placeras innanför eller över vingarna. (polackerna byggde även denna version efter kriget).
- U-2ShS: sambandsflygplan för staber.
- U-2SP: efterkrigstida civilt transportflygplan som kunde bära 2–4 passagerare. Flygplanet användes även för flygfotografering och flygmätning.
- U-2VS: den sovjetiska flygvapenversionen som var utrustad med en 7,62 mm ShKAS-kulspruta plus upp till 250 kg med bomber eller rakter under vingarna för eldunderstöd.
- U-2NAK: tvåsitsigt artilleriobservations- och spaningsflygplan. Det fanns även en liknande version som användes för nattunderstöd.
- -(Sammanlagt tillverkningsantal av U-2: 33 000)
- CSS-13: polsk version som byggdes efter andra världskriget.
- CSS-S-13: polsk ambulansversion som byggdes i Polen efter andra världskriget.
- E-23: forskningsversion som byggdes i Sovjetunionen år 1934, för utforskning av inverterad flygning.

### Användning i Finland
Det finländska flygvapnet erövrade fyra U-2 -flygplan 1942-43. Dessa användes som sambandsplan fram till 1945. Tre av flygplanen var av typen U-2 och ett av typen U-2VG. Flygplanen togs ur bruk år 1950. En Po-2 står idag i ett lager i Tikkakoski.

## Användare

### Civila användare
- Aeroflot

### Militära användare

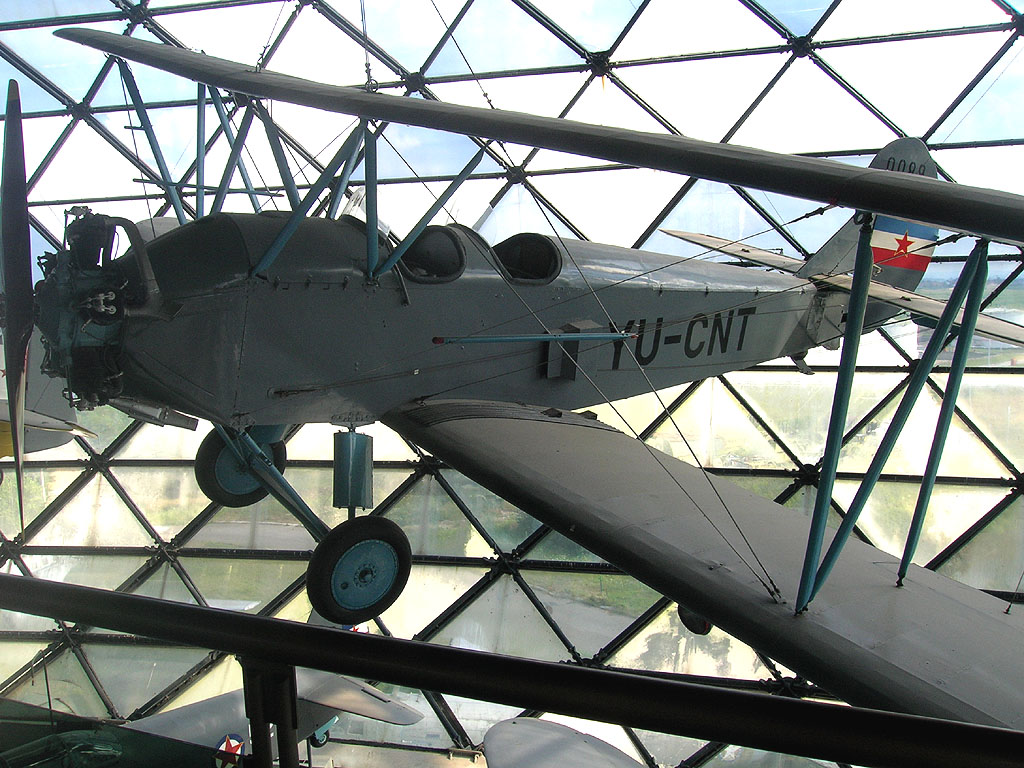
Polikarpov Po-2 med jugoslaviska märkningar, Belgrads flygmuseum, Serbien.

Andra världskriget
- Finland
- Jugoslavien
- Rumänien
- Sovjetunionen
- Tyskland

Efter andra världskriget
- Albanien
- Kina
- Nordkorea
- Polen
- Jugoslavien
- Sovjetunionen
- Östtyskland

## Fotnoter
1. ↑  Ryssarna kom senare att kalla sin ledare Nikita Chrusjtjov för kukuruznik, eftersom han oinskränkt introducerat majs över hela Sovjetunionen. Även flygplanet Antonov An-2 som hade liknande karaktär fick detta smeknamn.
2. ↑  Kalevi Keskinen, Kari Stenman, Klaus Niska: Syöksypommittajat - Suomen ilmavoimien historia 13, Tietoteos Oy, Forssa, 1989, ISBN 951-9035-42-7